# Bryconamericus rubropictus
Bryconamericus rubropictus es una especie de peces de la familia Characidae en el orden de los Characiformes.

## Distribución geográfica
Se encuentran en Sudamérica:  cuenca del río Paraná.